# 궈원쥔
궈원쥔(중국어: 郭文珺, 병음: Guō Wénjùn, 한자음: 곽문군, 1984년 6월 22일~)은 중화인민공화국의 사격 선수로 주 종목은 권총이다. 2008년 ISSF 월드컵 대회에서 여자 권총 종목에 걸린 금메달 4개 중 3개를 획득했으며 2008년과 2012년 하계 올림픽 연속으로 10m 공기권총 종목에서 금메달을 획득했다.

## 같이 보기
- 2012년 하계 올림픽 중국 선수단